# 1047 w polityce

Schemat taktyczny bitwy w Dolinie Wydm

Wydarzenia polityczne w 1047 roku.

## Wydarzenia
- Bitwa w Dolinie Wydm[1]. Pierwsze starcie w otwartym polu z udziałem księcia Normandii Wilhelma, zwanego Bastardem, wspieranego przez króla Francji Henryka I w wojnie ze zbuntowanymi baronami.
- Z pomocą Jarosława Mądrego Kazimierz I Odnowiciel pokonuje Miecława (który ginie); włączenie Mazowsza do Polski i przywrócenie zwierzchności nad Pomorzem Gdańskim[2].
- Tron na Węgrzech objął Andrzej I[3].

## Zmarli
- 9 października Klemens II, papież[4].